# Stade Jawaharlal Nehru (Madras)
Le Stade Jawaharlal Nehru (en hindi : जवाहरलाल नेहरू स्टेडियम, et en tamoul : ஜவஹர்லால் நேரு விளையாட்டரங்கம்) est un stade de football situé à Madras en Inde. Il a été construit en 1993 et possède une capacité d'accueil de 40 000 personnes.
Il accueille les matchs à domicile du club de football de Chennaiyin.
Le stade peut également accueillir des compétitions d'athlétisme, de volley, de handball, de judo, ou encore de boxe.